# Orientia tsutsugamushi
Orientia tsutsugamushi (daw. Rickettsia tsutsugamushi) – gatunek bakterii z rodziny Rickettsiaceae. Są to wewnątrzkomórkowe pasożyty ssaków i owadów, wywołujące u człowieka dur zaroślowy.